# Meridiochorista insolita
Meridiochorista insolita är en näbbsländeart som först beskrevs av Edgar F. Riek 1973.  Meridiochorista insolita ingår i släktet Meridiochorista och familjen Choristidae. Inga underarter finns listade i Catalogue of Life.